# Rosama strigosa
Rosama strigosa är en fjärilsart som beskrevs av Walker 1855. Rosama strigosa ingår i släktet Rosama och familjen tandspinnare. Inga underarter finns listade.